# Kamenar
Kamenar je nenaseljeni otočić u hrvatskom dijelu Jadranskog mora.
Njegova površina iznosi 0,034 km². Dužina obalne crte iznosi 0,8 km.